# 前402年
| 千纪： | 前1千纪 |
| 世纪： | 前6世纪 \| 前5世纪 \| 前4世纪 |
| 年代： | 前430年代 \| 前420年代 \| 前410年代 \| 前400年代 \| 前390年代 \| 前380年代 \| 前370年代                                                                                             |
| 年份： | 前407年 \| 前406年 \| 前405年 \| 前404年 \| 前403年 \| 前402年 \| 前401年 \| 前400年 \| 前399年 \| 前398年 \| 前397年                                                               |
| 纪年： | 周威烈王二十四年 魯穆公十四年 齊康公三年 晉烈公十四年 趙烈侯七年 魏文侯二十三年 韓景侯七年 秦簡公十三年 楚聲王六年 宋悼公二年 衛慎公十三年 鄭繻公二十一年 燕後簡公十三年 越王翳九年 |

## 大事記
- 周威烈王崩，太子驕立，為周安王。
- 盜殺楚聲王，子楚悼王疑立。

## 出生
- 福基翁，古雅典政治家和军事将领。

## 逝世
- 孔伋，孔子之孫，孔鯉之子。
- 周威烈王，东周天子（前425年—前402年在位）。
- 楚聲王，楚国国王（前407年—前402年在位）。